# 橡樹運河公園酒店富山前停留場
橡樹運河公園酒店富山前停留場（日语：／ Okusukanarupakuhoteru-Toyama-mae teiryūjō */?）是位於富山縣富山市牛島町，富山地方鐵道富山港線的電車站。車站編號為C26。

## 歷史
- 2020年（令和2年）1月6日 - 決定車站名稱[4][5]。
- 2021年（令和3年）3月21日 - 車站啟用[1][2][3]。

## 電車站構造
電車站是地面車站，設有1面1線的單式月台。此站只有岩瀨濱站方向月台。富山站方向會通過此站。此電車站前後的路軌不是在道路中央，而是在道路側邊，因此電車站月台鄰接行人道上。

## 電車站周邊
- 富山橡樹運河公園酒店
- 北陸電力總部大廈
- 北日本放送總部
- 富山市藝術文化會堂（日语：富山市芸術文化ホール）（AUBADE HALL）
- 縣營富山武道館
- 富山自遊館
- 富山Wohlfahrt
- 富山縣民共生中心（San Forte）
- 富山市綜合體育館（日语：富山市総合体育館）
- 富岩運河環水公園
- Hello Work（日语：公共職業安定所）富山
- 樂翠亭美術館（日语：樂翠亭美術館）
- 富山創意惠門學校（日语：富山クリエイティブ専門学校）

## 相鄰電車站
富山地方鐵道
■富山港線
富山站（C15）－橡樹運河公園酒店富山前（C26）（岩瀨濱方向單向停靠）－INTEC本社前（C27）

## 注腳
1. 1 2 3  . 富山地方鉄道.   [2021-03-12]. （原始内容存档于2021-03-12） （日语）.
2. 1 2  . 北日本新聞. 2021-03-02: 24 （日语）.
3. 1 2  . 毎日新聞. 2021-03-02  [2021-03-02]. （原始内容存档于2021-03-02） （日语）.
4. ↑  . KNB WEB (北日本放送). 2020年1月6日 （日语）.[]
5. ↑  . 中日新聞. 2020-01-07  [2020-01-08]. （原始内容存档于2020-01-08） （日语）.